# Danganronpa 2: Goodbye Despair
Danganronpa 2: Goodbye Despair, i Japan känt som Super Danganronpa 2: Sayonara Zetsubō Gakuen (スーパーダンガンロンパ2 さよなら絶望学園?  "Super-pistolkulevederläggning 2: Farväl, förtvivlansakademin"), är ett visuell roman-äventyrsspel som utvecklades och släpptes av Spike Chunsoft till Playstation Portable i Japan den 26 juli 2012. Spelet är den andra delen i Danganronpa-serien, och är uppföljaren till Danganronpa: Trigger Happy Havoc.
Danganronpa 1・2 Reload, en remake av de två spelen, släpptes till Playstation Vita den 10 oktober 2013 i Japan; NIS America gav ut den här versionen av Danganronpa 2 på engelska i Nordamerika den 2 september 2014, och i Europa den 5 september 2014. Spelet släpptes på PC via Steam den 19 april 2016. Hösten 2016 annonserades att Danganronpa 1・2 Reload skulle släppas till Playstation 4 i mars 2017.

## Röster
| Roll              | Japansk röst     | Engelsk röst                         | Källa  |
| ----------------- | ---------------- | ------------------------------------ | ------ |
| Hajime Hinata     | Minami Takayama  | Johnny Yong Bosch                    | [ 4 ]  |
| Monokuma          | Nobuyo Ōyama     | Brian Beacock                        | [ 5 ]  |
| Monomi / Usami    | Takako Sasuga    | Rebecca Forstadt                     | [ 6 ]  |
| Chiaki Nanami     | Kana Hanazawa    | Christine Marie Cabanos              | [ 7 ]  |
| Nagito Komaeda    | Megumi Ogata     | Bryce Papenbrook                     | [ 8 ]  |
| Fuyuhiko Kuzuryu  | Daisuke Kishio   | Derek Stephen Prince                 | [ 9 ]  |
| Akane Owari       | Romi Park        | Wendee Lee                           | [ 10 ] |
| Sonia Nevermind   | Miho Arakawa     | Natalie Hoover                       | [ 11 ] |
| Kazuichi Soda     | Yoshimasa Hosoya | Kyle Hebert                          | [ 12 ] |
| Byakuya Togami    | Akira Ishida     | Jason Wishnov                        | [ 13 ] |
| Teruteru Hanamura | Jun Fukuyama     | Todd Haberkorn                       | [ 14 ] |
| Mahiru Koizumi    | Yū Kobayashi     | Carrie Keranen                       | [ 15 ] |
| Peko Pekoyama     | Kotono Mitsuishi | Janice Kawaye                        | [ 16 ] |
| Ibuki Mioda       | Ami Koshimizu    | Julie Ann Taylor                     | [ 17 ] |
| Hiyoko Saionji    | Suzuko Mimori    | Kira Buckland                        | [ 18 ] |
| Mikan Tsumiki     | Ai Kayano        | Stephanie Sheh                       | [ 19 ] |
| Nekomaru Nidai    | Hiroki Yasumoto  | Patrick Seitz                        | [ 20 ] |
| Gundham Tanaka    | Tomokazu Sugita  | Chris Tergliafera                    | [ 21 ] |
| Makoto Naegi      | Megumi Ogata     | Bryce Papenbrook                     | [ 22 ] |
| Kyoko Kirigiri    | Yōko Hikasa      | Erika Harlacher                      | [ 23 ] |
| Alter Ego         | Kōki Miyata      | Dorothy Elias-Fahn                   | [ 24 ] |
| Junko Enoshima    | Megumi Toyoguchi | Amanda Celine Miller Erin Fitzgerald | [ 25 ] |

## Mottagande

### Utmärkelser
| År   | Pris                                                                            | Resultat  | Källa         |
| ---- | ------------------------------------------------------------------------------- | --------- | ------------- |
| 2012 | Famitsu – läsarnas val                                                          | Vann      | [ 26 ]        |
| 2014 | Hardcore Gamer – E3 2014 Best PS Vita Game                                      | Vann      | [ 27 ]        |
| 2014 | Kotaku – The 12 Best Games For The Playstation Vita                             | Vann      | [ 28 ]        |
| 2014 | High-Def Digest – Game of the Year 2014 – Handheld Gaming – Playstation Vita    | Vann      | [ 29 ]        |
| 2014 | Gamespot – PS Vita Game of the Year 2014                                        | Nominerad | [ 30 ]        |
| 2014 | Digital Spy – Game of the Year 2014                                             | 8:e plats | [ 31 ]        |
| 2014 | Push Square – Game of the Year: Best PS Vita Games of 2014                      | 2:a plats | [ 32 ]        |
| 2015 | Playstation.Blog – PS Vita Game of the Year 2014                                | Nominerad | [ 33 ] [ 34 ] |
| 2015 | Game Music Online – Scores of the Year 2014 – Best Score – Western Localisation | Vann      | [ 35 ]        |
| 2015 | Adventure Gamers – Best Story – läsarnas val                                    | 2:a plats | [ 36 ]        |
| 2015 | Adventure Gamers – Best Concept – läsarnas val                                  | 2:a plats | [ 37 ]        |
| 2015 | Adventure Gamers – Best Console/Handheld Adventure (Exclusive)                  | 2:a plats | [ 38 ]        |
| 2015 | Adventure Gamers – Best Console/Handheld Adventure (Exclusive) – läsarnas val   | 2:a plats | [ 38 ]        |
| 2015 | Adventure Gamers – Best Adventure of 2014                                       | Nominerad | [ 39 ] [ 40 ] |